# Cadolive
Cadolive est une commune française de 2 219 habitants (2022) située dans le département des Bouches-du-Rhône, en région Provence-Alpes-Côte d'Azur. Elle se situe à l'extrémité orientale du massif de l'Étoile, entre Peypin et Saint-Savournin.

## Géographie

### Situation

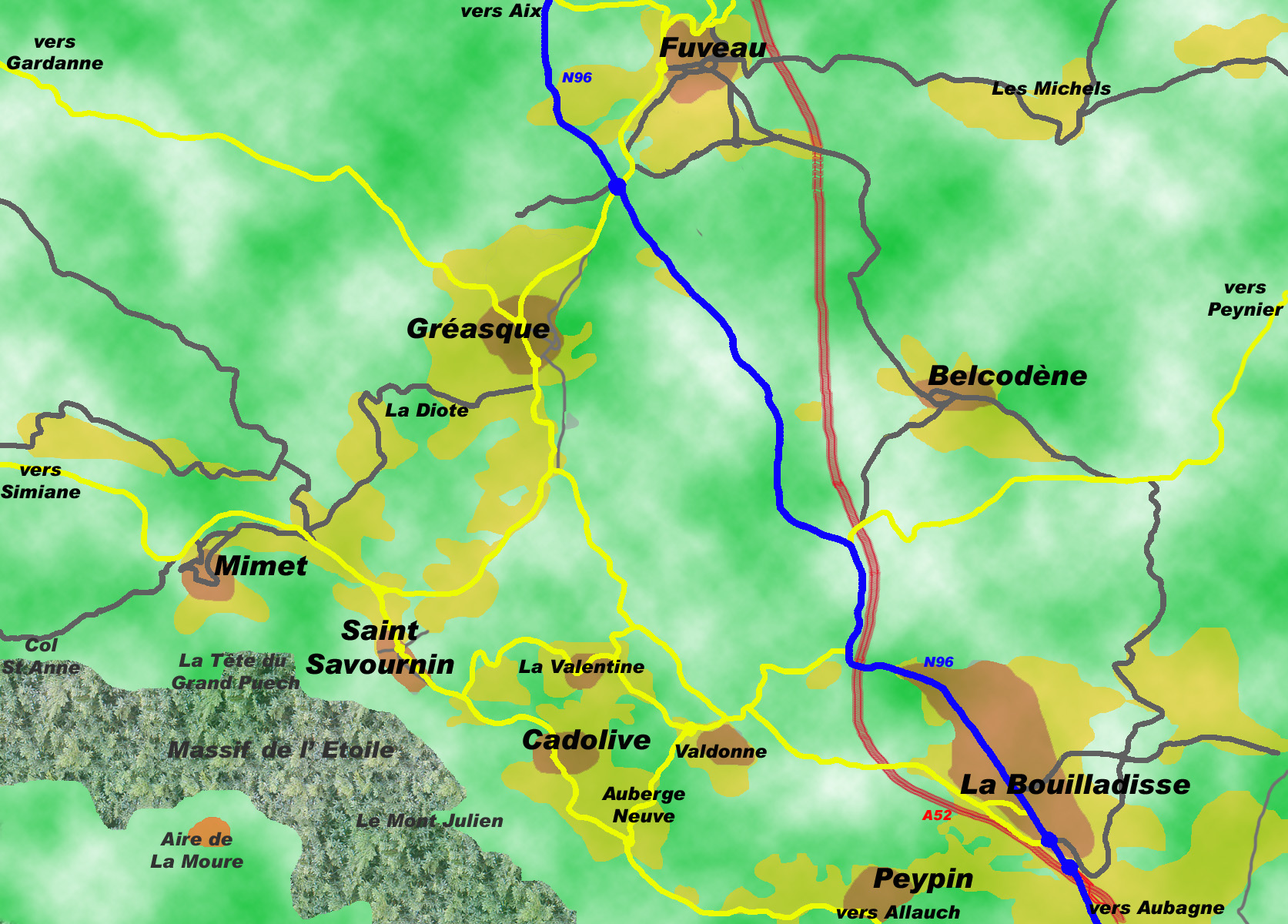
Pays autour de Cadolive.

La totalité du territoire de la commune s’étend sur 418 hectares autour du massif de l’Étoile avec comme point culminant le mont Julien (645 m). Une importante partie du territoire, située sur le flanc sud est inhabitée. La commune s'étend sur près de 1,8 km d'est en ouest (du Puits Germain à la limite de la zone d'activité de Valdonne) et sur 5 km du sud-est au nord-ouest (du Bau de l'Aigle à la limite de la Valentine).
Malgré sa proximité avec Marseille (quelques kilomètres à vol d'oiseau), Cadolive a un climat plus rude l'hiver. Il n'est pas rare d'avoir des températures négatives. La neige n'y est pas non plus exceptionnelle.
Les communes environnantes sont :
- Allauch au sud ;
- Peypin à l'est ;
- Gréasque au nord-est ;
- Saint-Savournin à l'ouest.

## Urbanisme

### Typologie
Au 1er janvier 2024, Cadolive est catégorisée ceinture urbaine, selon la nouvelle grille communale de densité à 7 niveaux définie par l'Insee en 2022.
Elle appartient à l'unité urbaine de Marseille-Aix-en-Provence, une agglomération inter-départementale dont elle est une commune de la banlieue,. Par ailleurs la commune fait partie de l'aire d'attraction de Marseille - Aix-en-Provence, dont elle est une commune de la couronne,. Cette aire, qui regroupe 115 communes, est catégorisée dans les aires de 700 000 habitants ou plus (hors Paris),.

### Occupation des sols
L'occupation des sols de la commune, telle qu'elle ressort de la base de données européenne d’occupation biophysique des sols Corine Land Cover (CLC), est marquée par l'importance des forêts et milieux semi-naturels (69,1 % en 2018), une proportion identique à celle de 1990 (69,1 %). La répartition détaillée en 2018 est la suivante : 
forêts (39,9 %), zones urbanisées (30,9 %), milieux à végétation arbustive et/ou herbacée (29,3 %). L'évolution de l’occupation des sols de la commune et de ses infrastructures peut être observée sur les différentes représentations cartographiques du territoire : la carte de Cassini (XVIIIe siècle), la carte d'état-major (1820-1866) et les cartes ou photos aériennes de l'IGN pour la période actuelle (1950 à aujourd'hui).

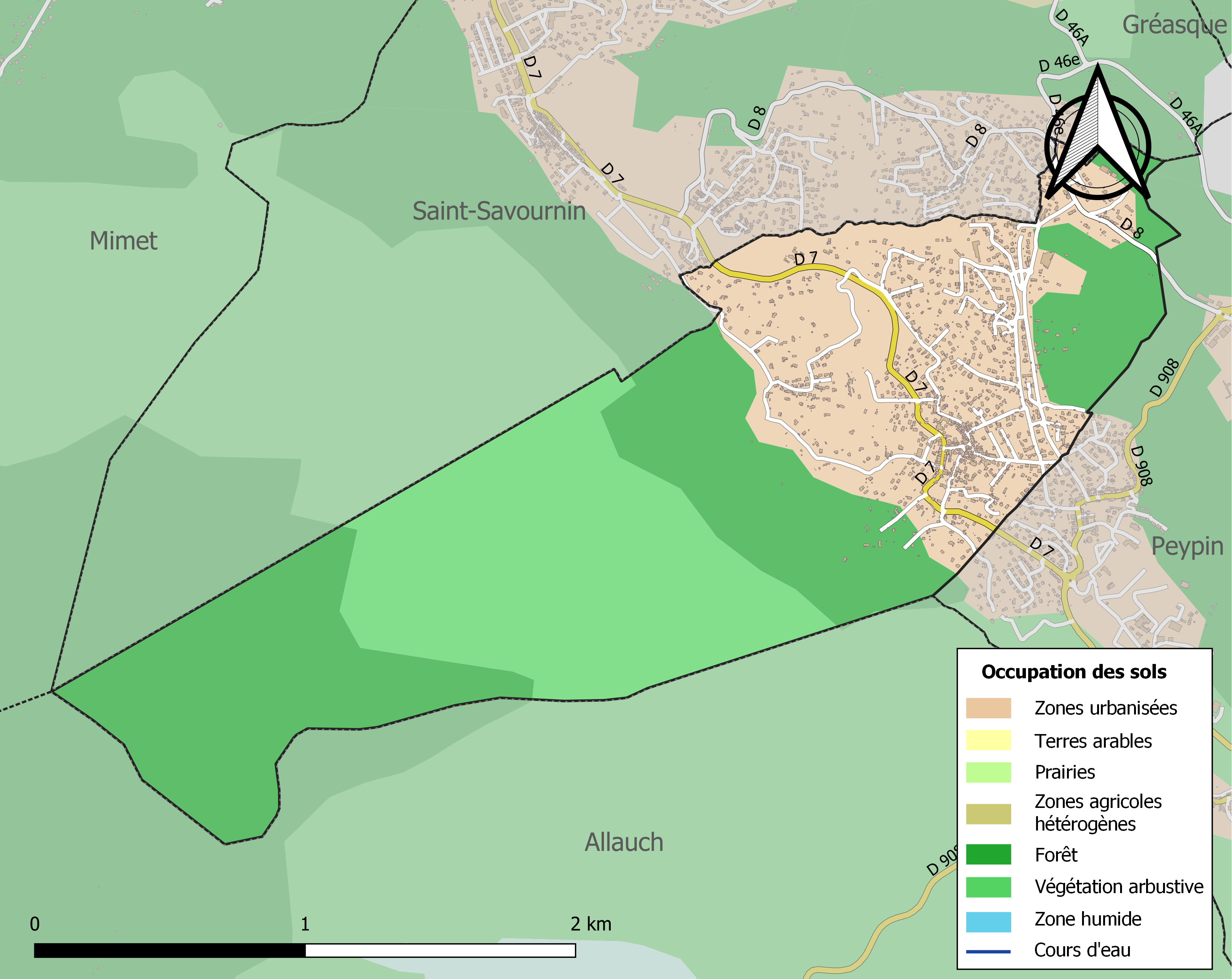
Carte des infrastructures et de l'occupation des sols de la commune en 2018 (CLC).

### Climat
Pour des articles plus généraux, voir Climat de Provence-Alpes-Côte d'Azur et Climat des Bouches-du-Rhône.
En 2010, le climat de la commune est de type climat méditerranéen franc, selon une étude du Centre national de la recherche scientifique s'appuyant sur une série de données couvrant la période 1971-2000. En 2020, Météo-France publie une typologie des climats de la France métropolitaine dans laquelle la commune est exposée à un climat méditerranéen et est dans la région climatique  Provence, Languedoc-Roussillon, caractérisée par une pluviométrie faible en été, un très bon ensoleillement (2 600 h/an), un été chaud (21,5 °C), un air très sec en été, sec en toutes saisons, des vents forts (fréquence de 40 à 50 % de vents > 5 m/s) et peu de brouillards. 
Pour la période 1971-2000, la température annuelle moyenne est de 13,5 °C, avec une amplitude thermique annuelle de 15,6 °C. Le cumul annuel moyen de précipitations est de 682 mm, avec 5,8 jours de précipitations en janvier et 1,9 jours en juillet. Pour la période 1991-2020, la température moyenne annuelle observée sur la station météorologique de Météo-France la plus proche, « Mimet », sur la commune de Mimet à 4 km à vol d'oiseau, est de 13,3 °C et le cumul annuel moyen de précipitations est de 725,2 mm. 
La température maximale relevée sur cette station est de 39,1 °C, atteinte le 28 juin 2019 ; la température minimale est de −13,4 °C, atteinte le 7 février 2012,,. 
| Mois                                  | jan.          | fév.            | mars          | avril         | mai           | juin          | jui.          | août          | sep.          | oct.          | nov.            | déc.          | année      |
| ------------------------------------- | ------------- | --------------- | ------------- | ------------- | ------------- | ------------- | ------------- | ------------- | ------------- | ------------- | --------------- | ------------- | ---------- |
| Température minimale moyenne (°C)     | 1,6           | 1,3             | 3,8           | 6,3           | 9,8           | 13,3          | 15,7          | 15,8          | 12,5          | 9,7           | 5,3             | 2,5           | 8,1        |
| Température moyenne (°C)              | 5,7           | 6               | 9             | 11,6          | 15,6          | 19,5          | 22,3          | 22,2          | 18,1          | 14,2          | 9,3             | 6,4           | 13,3       |
| Température maximale moyenne (°C)     | 9,7           | 10,7            | 14,1          | 17            | 21,3          | 25,8          | 28,8          | 28,7          | 23,7          | 18,7          | 13,3            | 10,2          | 18,5       |
| Record de froid (°C) date du record   | −9,7 28.01.05 | −13,4 07.02.12  | −7,6 13.03.06 | −2,7 03.04.22 | −1,5 02.05.12 | 2,9 01.06.06  | 6,8 17.07.00  | 7,2 31.08.10  | 2,6 26.09.02  | −2 25.10.03   | −7,1 23.11.1999 | −9,5 30.12.05 | −13,4 2012 |
| Record de chaleur (°C) date du record | 19,7 28.01.08 | 20,3 18.02.1998 | 23,8 24.03.01 | 26,9 27.04.12 | 32,8 23.05.09 | 39,1 28.06.19 | 37,3 31.07.17 | 37,8 23.08.23 | 33,5 04.09.23 | 28,9 08.10.23 | 21,7 01.11.22   | 20,3 30.12.21 | 39,1 2019  |
| Précipitations (mm)                   | 66,4          | 41,4            | 40,7          | 68,9          | 54,3          | 38            | 16,4          | 36,7          | 96,9          | 97,2          | 100,3           | 68            | 725,2      |

| Diagramme climatique                                  |             |             |           |             |            |              |              |              |             |              |           |
| J                                                     | F           | M           | A         | M           | J          | J            | A            | S            | O           | N            | D         |
| 9,71,666,4                                            | 10,71,341,4 | 14,13,840,7 | 176,368,9 | 21,39,854,3 | 25,813,338 | 28,815,716,4 | 28,715,836,7 | 23,712,596,9 | 18,79,797,2 | 13,35,3100,3 | 10,22,568 |
| Moyennes : • Temp. maxi et mini °C • Précipitation mm |             |             |           |             |            |              |              |              |             |              |           |

Les paramètres climatiques de la commune ont été estimés pour le milieu du siècle (2041-2070) selon différents scénarios d'émission de gaz à effet de serre à partir des nouvelles projections climatiques de référence DRIAS-2020. Ils sont consultables sur un site dédié publié par Météo-France en novembre 2022.

## Histoire

### Faits historiques
L'histoire de Cadolive est intimement liée avec celle de Saint-Savournin : jusqu'en 1900, Cadolive n'est qu'un hameau de Saint-Savournin. Se référer à Saint-Savournin pour : 
- Histoire du néolithique au XVIIIe siècle ;
- Les Mines.

En tant que hameau, Cadolive jouissait déjà d'une relative autonomie avec son école, son église, sa poste et son cimetière : 
- l'église, d'abord chapelle de secours construite en 1851 fut érigée en prieuré dès 1854. Elle est dévolue à saint Lazare. Son clocher est surmonté d'un campanile original. L'horloge a été remplacée en 1908 ;
- l'eau de la fontaine alimente le village en eau potable depuis 1867 suivant un débit moyen de 15 litres à la minute ;
- l'agence postale ouvre en 1894 ;
- la même année, le premier lavoir est construit ;
- une école privée réservée aux filles ouvre ses portes dès 1879, mais il faudra attendre 1895 pour voir s'ouvrir l'école publique.

C'est aussi à cette époque que sont créés le cercle de l'Avenir et la société philharmonique. 
C'est finalement le 15 mars 1900, à la suite de nombreuses dissensions avec le chef-lieu, que Cadolive fait scission.
En 1902, Albert Armand, propriétaire des mines de Valdonne et premier maire de la commune fait construire à ses frais un imposant hôtel de ville. La même année, un dispensaire est créé derrière la mairie pour soigner les mineurs ou aider les mères à accoucher.
 À partir de juin 1909, le village se dote d'un éclairage électrique public, assuré par seize lampes de dix bougies chacune. En 1911, sont construits des latrines (ancêtres des WC publics) et on achète des tinettes (petits seaux pour l'évacuation des excréta).
Comme tous les villages aux alentours, Cadolive est animée d'une forte tradition minière. Le premier maire, le comte Armand est à la tête de la compagnie des mines. Le puits Armand (situé sur la commune de Peypin) ouvre en 1891 et connaît une forte activité pendant et après Seconde Guerre mondiale. Après la grève des mineurs de 1948, le maire de la commune, communiste, qui avait soutenu le mouvement est suspendu. Il ferme définitivement en 1954. Il fut comblé de cendres hydrauliques en provenance de la centrale thermique de Gardanne.

## Politique et administration
| Période                                  | Période   | Identité        | Étiquette     | Qualité                             |
| ---------------------------------------- | --------- | --------------- | ------------- | ----------------------------------- |
| 1944                                     | 1945      | Delphin Cabane  |               | Président de la délégation spéciale |
| 1945                                     | 1947      | Gabriel Mariaud |               |                                     |
| 1947                                     | 1965      | Honoré Maroc    | PCF puis SFIO | Ouvrier mineur, syndicaliste        |
| 1965                                     | 1971      | Maurice Long    |               |                                     |
| mars 1971                                | mars 2008 | Roger Jacquet   | DVD           |                                     |
| mars 2008                                | En cours  | Serge Perottino | LR            | Chef d'entreprise                   |
| Les données manquantes sont à compléter. |           |                 |               |                                     |

## Population et société

### Démographie
L'évolution du nombre d'habitants est connue à travers les recensements de la population effectués dans la commune depuis 1901. Pour les communes de moins de 10 000 habitants, une enquête de recensement portant sur toute la population est réalisée tous les cinq ans, les populations de référence des années intermédiaires étant quant à elles estimées par interpolation ou extrapolation. Pour la commune, le premier recensement exhaustif entrant dans le cadre du nouveau dispositif a été réalisé en 2008.

En 2022, la commune comptait 2 219 habitants, en évolution de +2,78 % par rapport à 2016 (Bouches-du-Rhône : +2,48 %, France hors Mayotte : +2,11 %).
| 1901 | 1906  | 1911  | 1921  | 1926  | 1931  | 1936  | 1946  | 1954  |
| ---- | ----- | ----- | ----- | ----- | ----- | ----- | ----- | ----- |
| 919  | 1 005 | 1 005 | 1 122 | 1 126 | 1 230 | 1 133 | 1 074 | 1 158 |

| 1962  | 1968  | 1975  | 1982  | 1990  | 1999  | 2006  | 2008  | 2013  |
| ----- | ----- | ----- | ----- | ----- | ----- | ----- | ----- | ----- |
| 1 138 | 1 125 | 1 112 | 1 239 | 1 626 | 2 087 | 2 125 | 2 136 | 2 123 |

| 2018  | 2022  | - | - | - | - | - | - | - |
| ----- | ----- | - | - | - | - | - | - | - |
| 2 162 | 2 219 | - | - | - | - | - | - | - |

### Personnalités liées à la commune
- Jacques Bens, écrivain (1931-2001).
- Joseph Risso, Compagnon de la Libération (1920-2005).
- Irma Rapuzzi, femme politique, doyenne des personnalités françaises (1910-2018).

### Toponyme et héraldique
L'origine du nom de Cadolive provient d'une transformation de patronyme : en 1654 apparaît le nom de Mario Olino dans les registres paroissiaux de Saint-Savournin, écrit Ollino en 1674. Puis le nom est francisé en Olline en 1680 pour devenir Ollive en 1744. Entre 1702 et 1766, de nombreux membres des familles Ollive vivaient autour de l'actuel Cadolive. Enco d'Olive, (préposition provençale encò, « chez », désignant la « propriété d'Olive ») est devenu par contraction « Codolive ». Au XIXe siècle, par erreur, « Codolive » s'est transformé en « Cadolive », que l'usage a retenu pour désigner ce hameau de Saint-Savournin, avant de devenir la commune de Cadolive en 1900.
La commune prend alors pour devise Cado oulivo ven a ben (« Chaque olive réussit bien ! ») Les habitants s'appellent les Cadolivains et le Cadolivaines.
Les armoiries du village représente un brin d'olivier, surmonté par la devise du village.
| Armes de Cadolive | Les armes peuvent se blasonner ainsi : D'argent à une branche d'olivier d'argent fruitée de sable, au chef d'azur portant en lettres de sable CADO OULIVO VEN A BEN. |

## Patrimoine et lieux touristiques
- Église Saint-Lazare de Cadolive.

## Galerie de photos

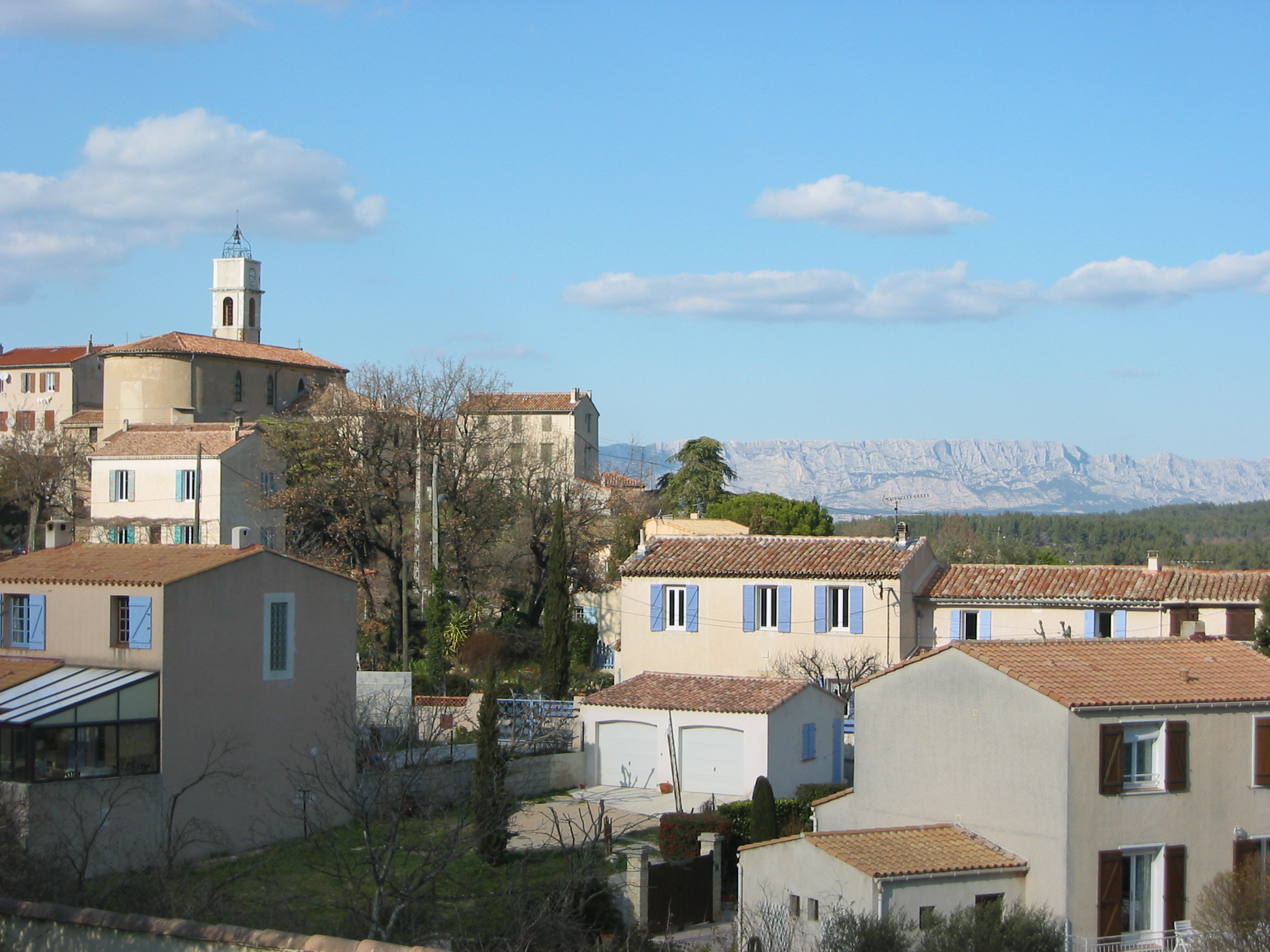
Cadolive depuis l'entrée est (côté Peypin). Au loin la montagne Sainte-Victoire - 1er mars 2006.
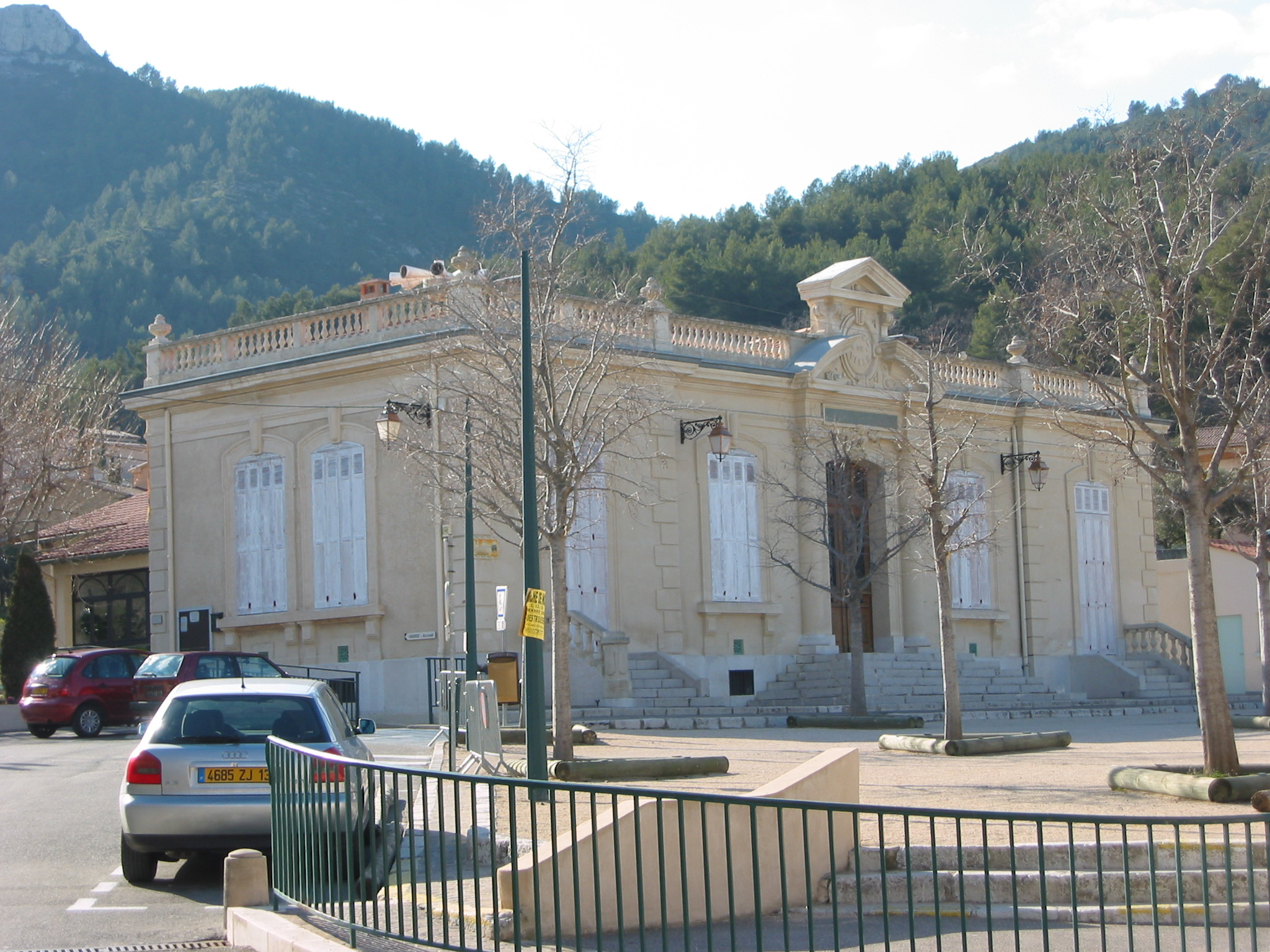
La mairie - 1er mars 2006
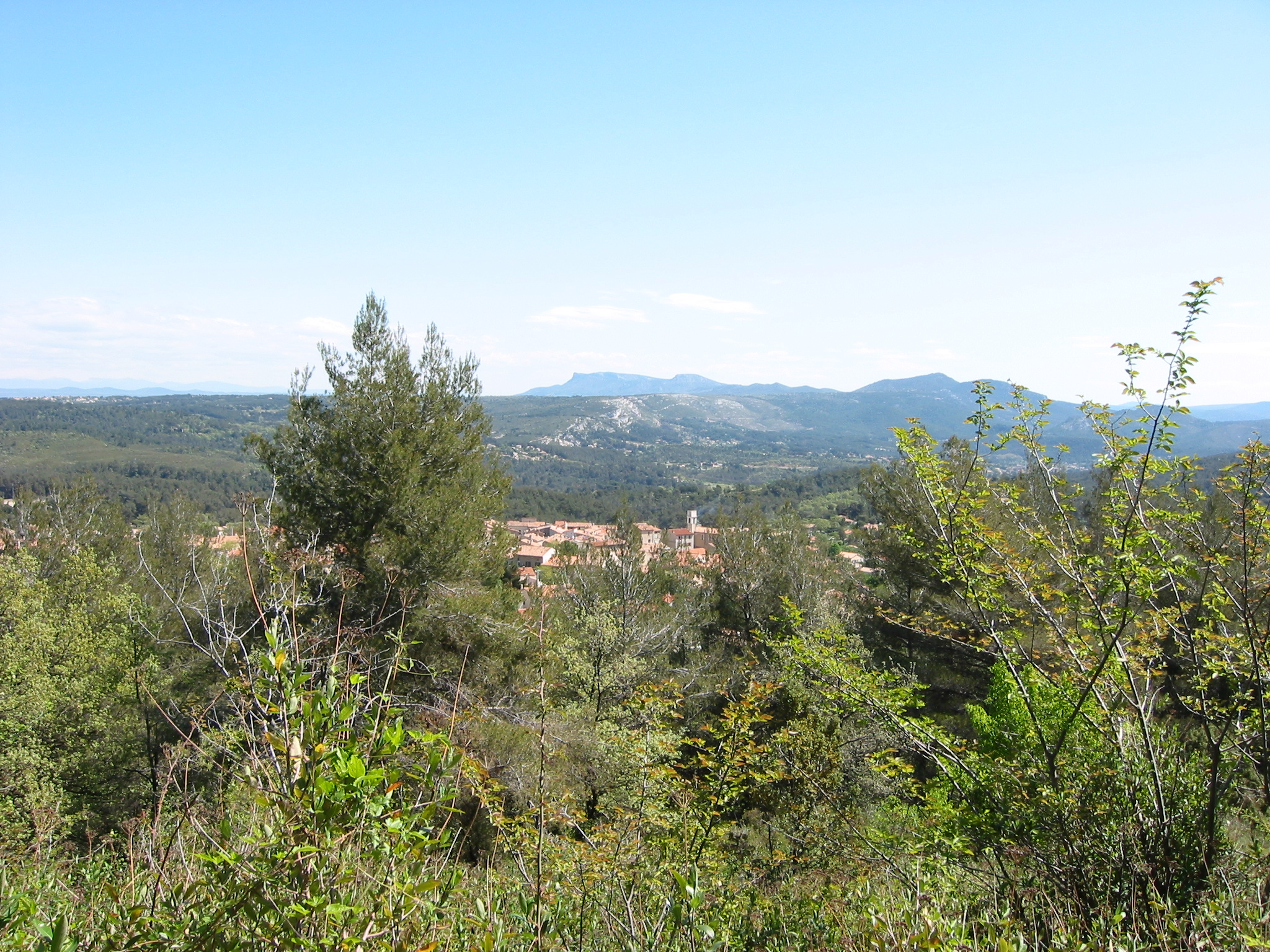
Cadolive depuis le chemin, derrière le village, côté Mont Julien. Au loin la montagne de Regagnas - 21 avril 2002.
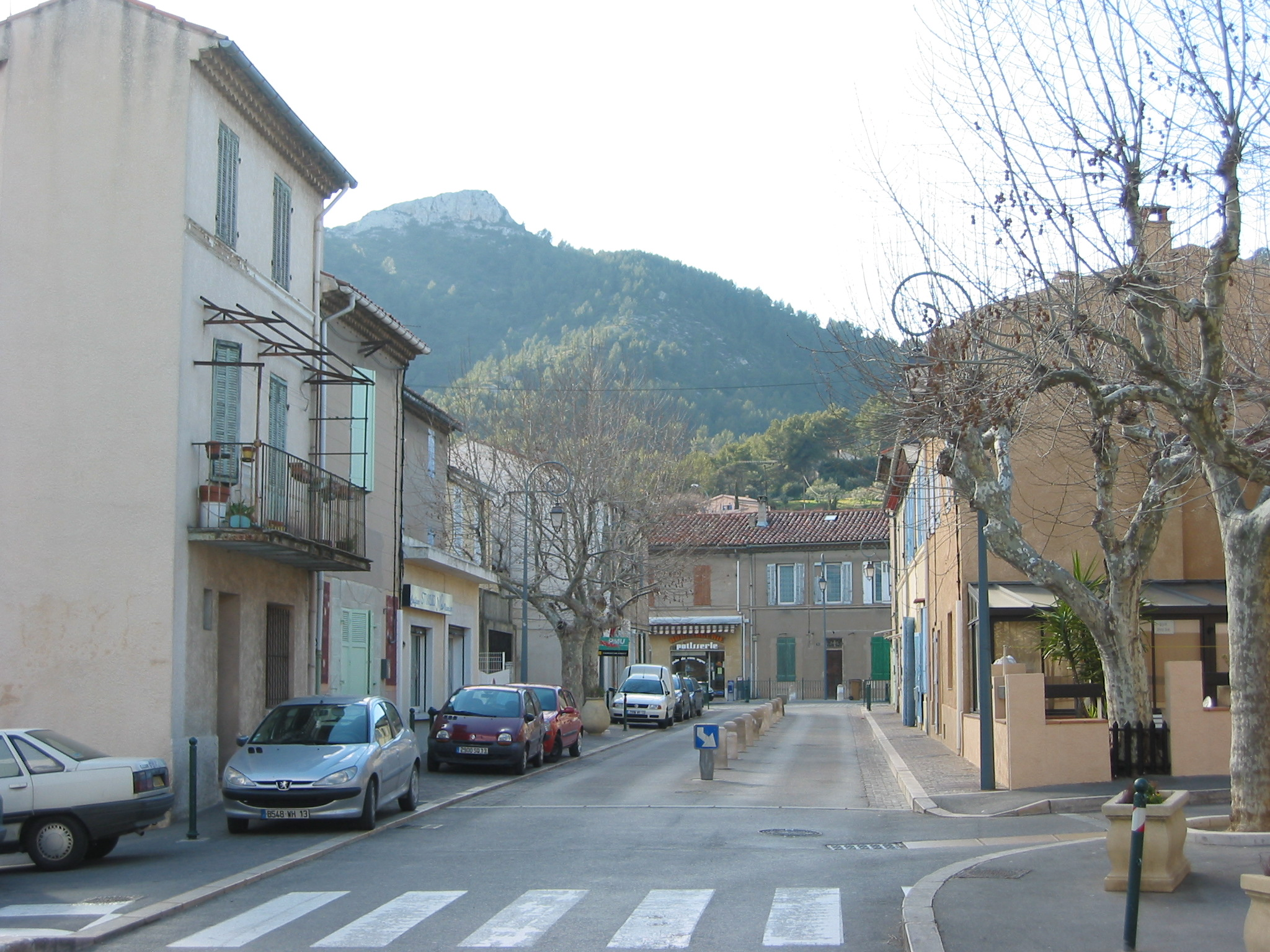
Rue de la République 1er mars 2006.
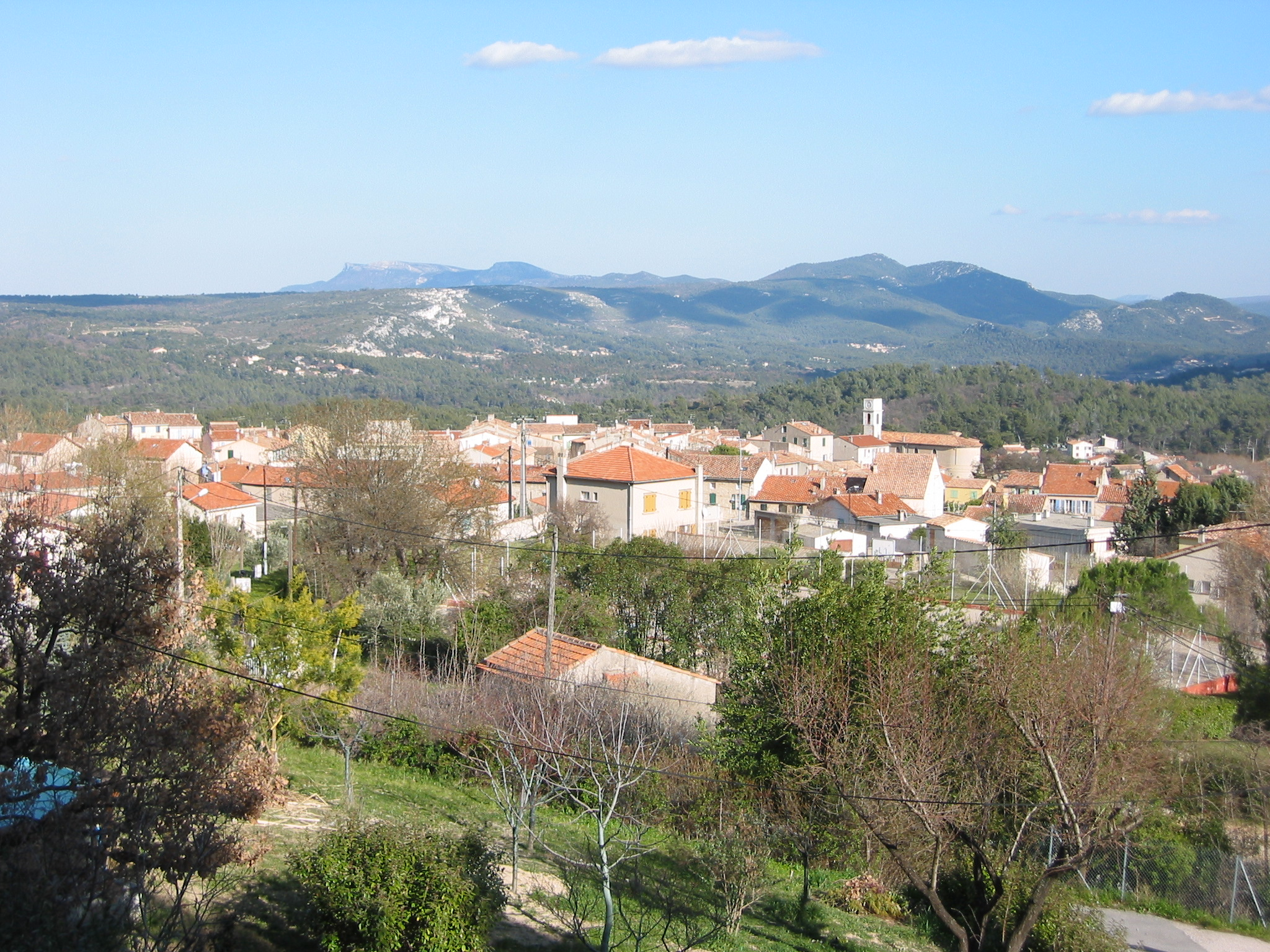
Cadolive depuis le chemin de Galice (côté Mont Julien) Au loin la montagne de Regagnas - 1er mars 2006.
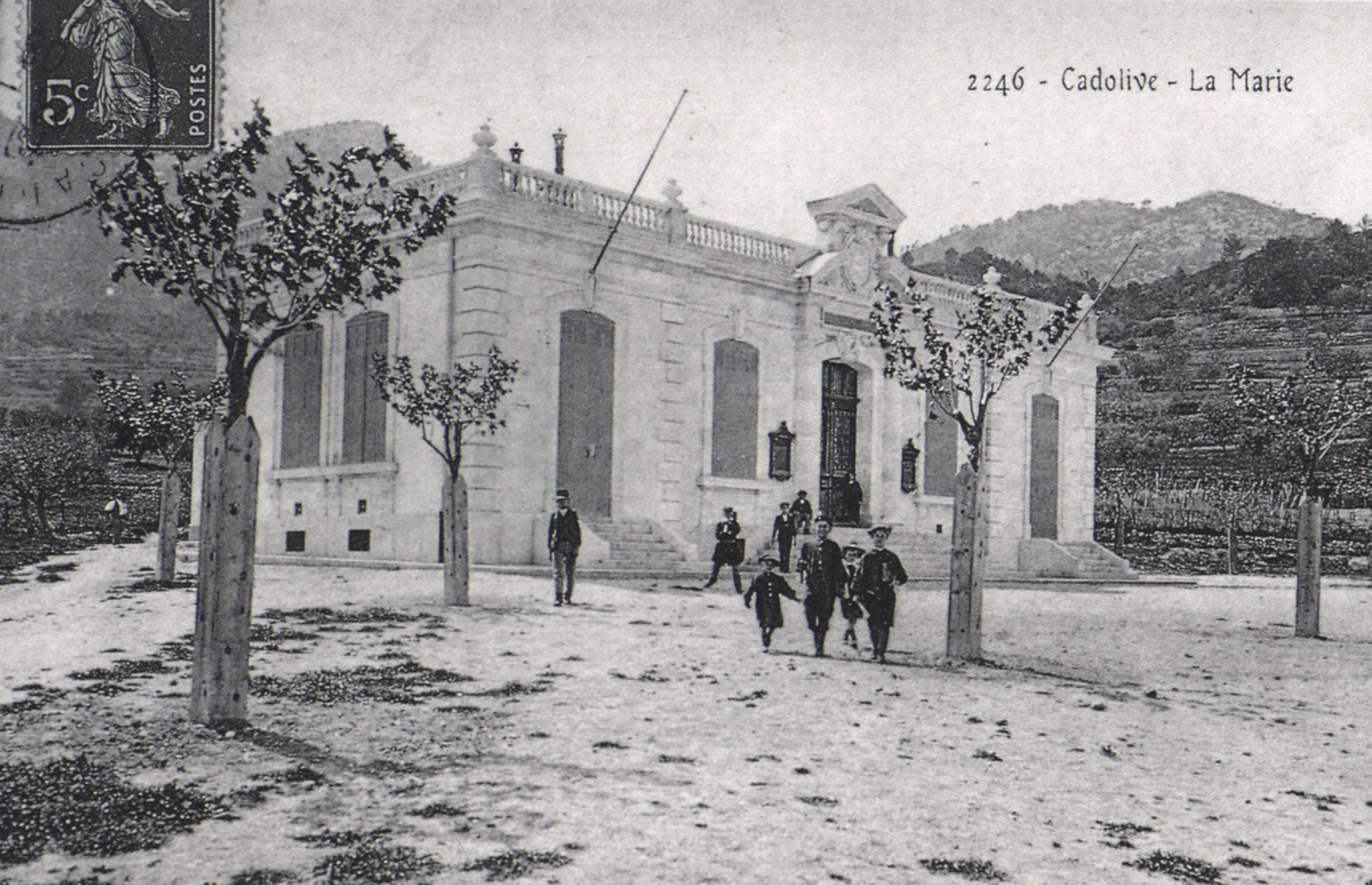
La mairie de Cadolive, début du XXe siècle.
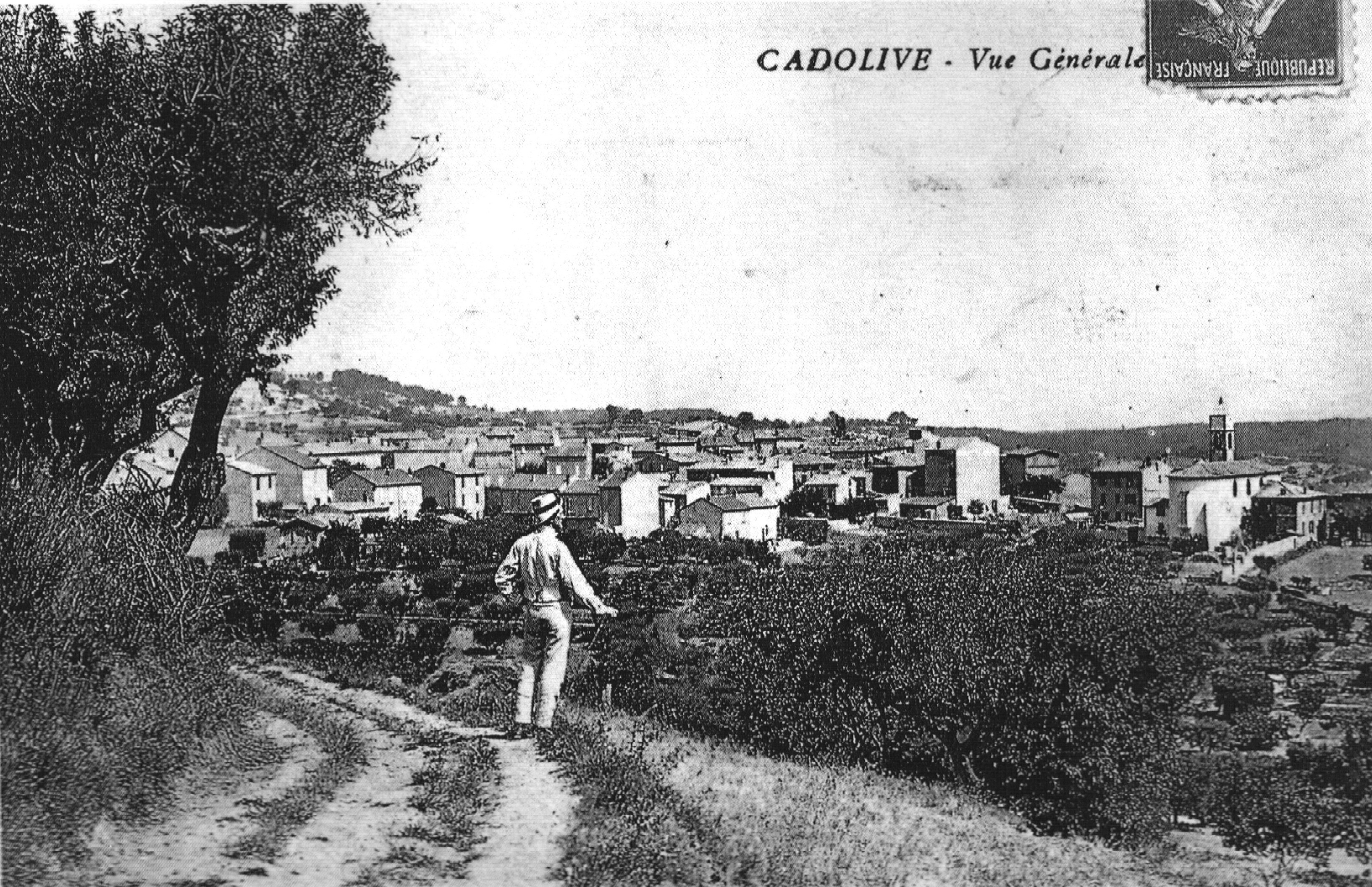
Cadolive, vue générale, début du XXe siècle.
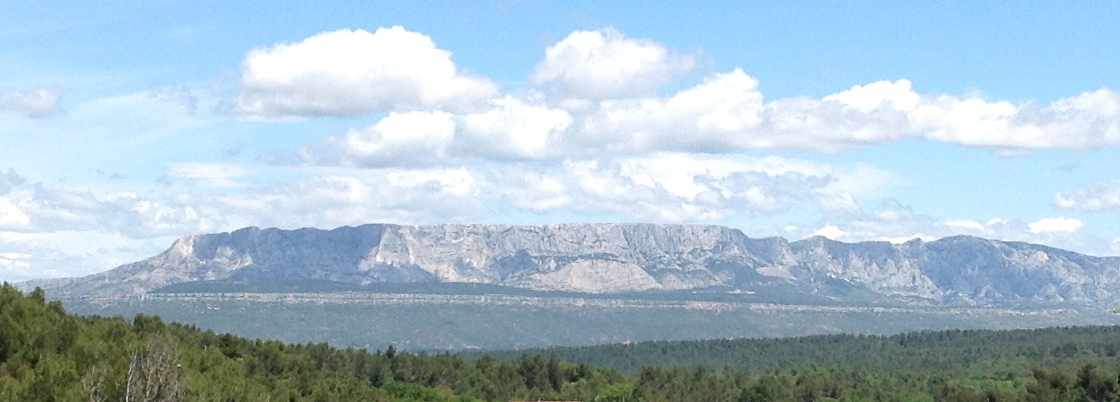
La Sainte Victoire, vue de l’Ortolan.